# Katerînopil, Krînîcikî
Katerînopil (în ucraineană Катеринопіль) este localitatea de reședință a comunei Katerînopil din raionul Krînîcikî, regiunea Dnipropetrovsk, Ucraina.

## Demografie
Componența lingvistică a localității Katerînopil
     Ucraineană (96,12%)
     Rusă (1,55%)
     Alte limbi (0,26%)
Conform recensământului din 2001, majoritatea populației localității Katerînopil era vorbitoare de ucraineană (96,12%), existând în minoritate și vorbitori de rusă (1,55%).